# Répertoire de la flûte à bec

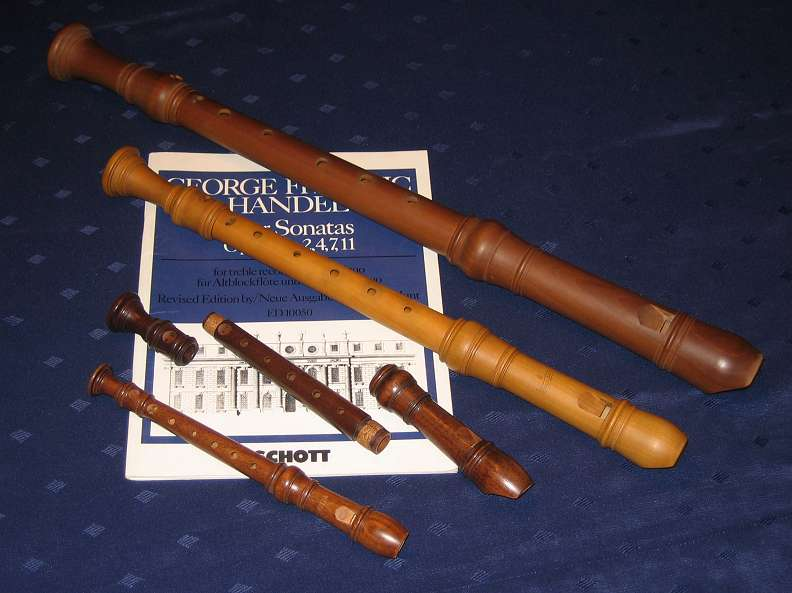
Diverses flûtes à bec baroques.

Le répertoire de la flûte à bec apparaît avec la création de l'instrument dès la fin de l'époque médiévale. Au XIVe siècle, la facture de l'instrument est simple et il est fabriqué en une seule pièce à perce cylindrique disposant de huit trous de jeu, dont un de pouce.
À la Renaissance, un répertoire pour consort de flûtes à bec (ensemble de flûtes à bec) se crée. On notera la publication de Der Fluyten Lust-Hof (1644), recueil de référence pour flûte à bec solo.
À l'époque baroque, l'instrument devient soliste ; sa facture a évolué sous l'impulsion de la famille Hotteterre, l'instrument se compose de 3 parties et sa perce est plus complexe (devenant conique inversée).
L'instrument disparaît à la période classique et romantique ; il n'est pas adapté à la création de grandes salles de concert et à l'esthétique de l'orchestre symphonique apparaissant à partir de la deuxième moitié du XVIIIe siècle.
Il renaît à partir du début du XXe siècle avec le mouvement de redécouverte de la musique ancienne. Parallèlement, les compositeurs de musique contemporaine créent des œuvres nouvelles du XXe siècle et du XXIe siècle pour cet instrument.

## Répertoire
Grâce à sa longue histoire, la flûte à bec dispose d'un vaste répertoire s'étalant de la musique médiévale au répertoire contemporain sans oublier les périodes de la Renaissance et baroque.

### Période médiévale
- anonyme
  - Istampitta intrumentale Isabella
- Manuscrit Cantigas de Santa Maria (XIIIe siècle) :
  - Quen a omagen
- Guillaume de Machaut (1300-1377)
  - Ballades, Rondeaux, Virelais, Motets
    - Dame a vous sans retollir
    - Tel rit aux mains
- Manuscrit Llibre Vermell de Montserrat (XIVe siècle) :
  - Mariam, matrem virginem, attolite

### Période de la Renaissance
- anonyme
  - La Quarta (estampie royale)
- Pierre Attaingnant (1494-1552)

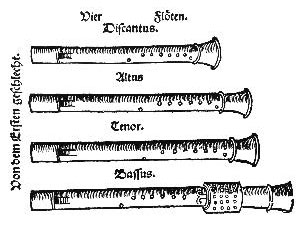
Consort de quatre flûtes dans Musica instrumentalis deudsch (1529) de Martin Agricola.

  - Vingt et sept chansons a quatre parties desquelles les plus convenable a la fleuste d’allemant … et a la fleuste a neuf trous …  (1553)
- Giovanni Bassano (1558-1617)
- Pierre-Francisque Caroubel (1556-1611)
  - Gaillarde Francisque
  - Gavottes
- Jehan Chardavoine (1538-1580)
  - Une jeune fillette (1576)
- Dario Castello (1602-1631)
  - Sonate prima
- Juan del Encina (1468-1525)
  - Amor con fortuna
- Jacob van Eyck (1590-1657)
  - Der Fluyten Lust-Hof (1644), recueil d'airs pour flûte à bec solo
- Silvestro Ganassi (1492-1550)
  - Opera intitulata Fontegara, la quale insegna a sonar di flauto con tutta l'arte opportuna... (1535)
- Jacques Moderne (1500-1560)
  - Senluyent plusieurs basses dances (vers 1530)
- Cesare Negri (1536-vers 1604)
  - Barrière (1602), danse de la Renaissance
- Giovanni Pierluigi da Palestrina (1525-1594)
  - Ricercar del secundo tuono
- Pierre Phalèse (1510-1573)
- Michael Praetorius (1571-1621)
  - Terpsichore Musarum (1612), danses à 4 parties
- Claudin de Sermisy (vers 1490-1562)
  - Tant que vivray
- Tielman Susato (1510-1570)
  - Danserye (1551)
- Giovanni Valentini (vers 1581 – 1649)
  - Sonata per Tabula' pour trous flûte à  bec, dulciane, cordes et basse continue
- Adrian Willaert (1490-1562)
  - À la fontaine du pré
- Gasparo Zanetti (après 1600-1660)
  - Mantovana

### Période baroque
Au début du XVIIIe siècle, le violon n'est pas l’instrument le plus pratiqué mais la flûte à bec aux accents pastoraux. Vivaldi est un des compositeurs qui prend en compte l’identité complexe de l’instrument pour lequel ses concertos rendent un témoignage évident, comme La pastorella, Il gardellino ([le chardonneret]) et le célèbre Notte. Dans la mesure où les tessitures de la flûte à bec (termes italiens : flauto et flautino) et de la flûte traversière baroque de l'époque (terme italien : flauto traverso) sont proches, il subsiste parfois des confusions pour savoir avec quel type de flûte jouer une pièce en l'absence de précision du compositeur. Sur la période de 1680 à 1730, on trouve des œuvres mêlant flûte à bec et traverso. Parmi les œuvres de référence de la musique baroque pour flûte à bec, on retiendra :
- William Babell (1690-1723)
  - Concerto pour flûte 1/6ème, cordes et basse continue en mi mineur, op. 3 no 3
  - Concerto pour 2 flûtes alto en fa majeur, op. 3 no 6
  - Concerto no 2 en ré majeur pour 1/6ème de flûte, cordes et basse continue
- Jean-Sébastien Bach (1685-1750)
  - Concertos brandebourgeois nos 2 & 4, BWV 1047 et 1049 (1721)
  - Triple concerto pour flûte, violon, clavecin et cordes, en la mineur, BWV 1044 (vers 1730)
  - Concerto pour clavecin, deux flûtes à bec et cordes, en fa majeur, BWV 1057 (vers 1738)
- Carl Philipp Emanuel Bach (1714-1788)
  - Sonate en trio pour flûte à bec basse, alto et basse continue
- John Baston (1711-1733)
  - Concerto pour flûte alto no 3 en sol majeur
- Antonio Bertali (1605-1669)
  - Sonatella pour cinq flûtes à bec et basse continue
- H.I.F. Biber (1644-1704)
  - Sonata pro tabula pour cinq flûtes de bec (consort), cordes et basse continue
- Charles Dieupart (1676-1751)
  - Concerto en la mineur pour flûte 1/5ème, 2 hautbois, cordes et basse continue
  - Concerto en la majeur pour violon seul, hautbois, cordes et basse continue
- Johann Friedrich Fasch (1688-1758)
  - Concerto en fa majeur pour flûte à bec
- Nicola Fiorenza (1700-1764)
  - Concerto en la mineur pour flûte à bec alto, 2 violons et basse continue
- Christoph Graupner (1683-1760)
  - Concerto pour flûte à bec en fa majeur, GWV 323
- Georg Friedrich Haendel (1685-1759)
  - Sonates pour flûte à bec
- Johann Adolf Hasse (1699-1783)
  - Sonate-Cantate en si bémol majeur pour flûte à bec alto et basse continue
- Jacques-Martin Hotteterre (1673-1763)
  - Principes de la flûte traversière, ou flûte d'Allemagne, de la flûte à bec ou flûte douce et du hautbois, divisez par traitez, opus 1 (1707)[4].
- Francesco Mancini (1672-1732)
  - Concerto en sol mineur pour flûte à bec alto, 2 violons, alto et basse continue
- Francesco Montanari (?-1730)/Georg Friedrich Haendel (1685-1759)
  - Concerto en si bémol majeur pour flûte à bec sopranino, 2 violons et basse continue
- Giovanni Antonio Piani (1678-1760)
  - Sonate en mi mineur pour flûte à bec et basse continue, op. 1 no 7
- Giuseppe Sammartini (1695-1750)
  - Concerto en fa majeur pour flûte à bec soprano, cordes et basse continue
- Alessandro Scarlatti (1660-1725)
  - Sinfonie di concerto grosso, R.533/1 à 12 (1715), recueil de douze œuvres pour flûte à bec, cordes et basse continue
  - Sonate pour flûte, cordes et basse continue no 1 en la mineur
  - Sonate pour flûte, cordes et basse continue no 2 en la majeur
  - Sonate pour flûte, cordes et basse continue no 3 en do majeur
  - Sonate pour flûte, cordes et basse continue no 4 en sol mineur
  - Sonate pour flûte, cordes et basse continue no 7 en ré majeur
  - Sonate pour flûte, cordes et basse continue no 9 en la mineur
  - Sonate pour flûte, cordes et basse continue no 12 en do mineur
- Domenico Sarri (1679-1744)
  - Concerto en la mineur
- Johann Adolph Scheibe (1708-1776)
  - Concerto en si bémol majeur pour flûte à bec
- Johann Scherer (?-?)[5]
  - deux trios pour trois flûtes à bec alto (vers 1740)
- Johann Christian Schickhardt (1682-?1762)
  - Concerto pour flûte, 2 hautbois, cordes et continuo en sol mineur
  - L'Alphabeth de la musique, opus 30 : 24 sonates pour flûte ou violon ou flûte alto et basse continue. Il s'agit du premier recueil de pièces dans les 24 tonalités.
- Johann Philipp Christian Schulze (de) (1773-1827)
  - Concerto en sol majeur pour flûte à bec
- Johann Heinrich Schmelzer (1623-1680)
  - Sonates à  plusieurs flûtes à bec (consort)
- Matthäus Nikolaus Stulick (de) (1700-1732)
  - Concerto en do majeur pour flûte à bec
- Giuseppe Tartini (1692-1770)
  - Concertino en fa majeur pour flûte à bec alto, 2 violons et basse continue
- Georg Philipp Telemann (1681-1767)
  - Concerto pour flûte à bec, cor et continuo (TWV 42, publié en 1734),
    - Concerto pour 3 flûtes à bec et cor en fa majeur, TWV 42:F14

  - Concerto da camera pour flûte à bec et 2 violons en sol mineur, TWV 43:g3
  - deux Concertos pour flûte à bec, en fa majeur et ut majeur
  - Concerto pour flûte à bec en do majeur, TWV 51:C1
  - Concerto pour flûte à bec alto en fa majeur, TWV 51:F1
  - Concerto pour 2 flûtes à bec en la mineur, TWV 52:a2
  - Concerto pour flûte à  bec en mi mineur, TWV52:e
  - Concerto pour 2 flûtes à bec en si bémol majeur, TWV 52:B1
- Leonardo Vinci (?1690-1730)
  - Concerto en la mineur pour flûte à bec, violons et basse continue
- Antonio Vivaldi (1678-1741)[6]
  - Concerti da Camera, opus 10
  - Sonate en trio pour flûte à bec, basson et basse continue en la mineur, RV 86
  - Concerto Il gardellino en ré majeur per flauto, oboe, violino, fagotto e basso continuo, RV 90
  - Concerto La pastorella en ré majeur per flauto, oboe, violino, fagotto e basso continuo, RV 95
  - Concerto en sol mineur per flauto, oboe e fagotto, RV 103
  - Concerto de chambre pour flûte à bec et 2 violons en la mineur, RV 108
  - Concerto en ré majeur, RV 128
  - Sinfonia en si mineur « Al santo sepolcro », RV 169
  - Concerto en ré majeur, RV 230
  - Concerto en mi majeur, RV 265
  - Concerto en mi bémol majeur per flauto, archi e basso continuo, RV 375
  - Concerto en ré mineur, RV406

Concerti per flauto
- - Concerto en ré majeur Il Gardellino », RV 428
  - Concerto en fa majeur « La Tempesta di mare », RV 433
  - Concerto La notte en sol mineur per flauto, archi e basso continuo, RV 439
  - Concerto pour flûte à bec en do mineur, RV 441
  - Concerto pour flûte à bec en fa majeur, RV 442
  - Concerto pour flûte piccolo en do majeur, RV 443[7]
  - Concerto pour flûte piccolo en do majeur, RV 444
  - Concerto pour flûte piccolo en la mineur, RV 445
  - Concerto en ré mineur per due flauti, due oboe, due violini, fagotto, archi e basso continuo, RV 566
  - Concerto en sol mineur pour 2 violons, 2 flûtes à bec, 2 hautbois, basson, cordes et basse continue Per l’Orchestra di Dresda, RV 577
- Robert Woodcock (en) (1734-1790)
  - Concerto no 4 en mi mineur pour 2 flûtes 1/6ème, cordes et basse continue
  - Concerto no 5 en ré majeur pour 2 flûtes 1/6ème, cordes et basse continue
  - Concerto no 6 en ré majeur pour 2 flûtes 1/6ème, cordes et basse continue
  - Concerto no 8 en ré majeur, pour flûte traversière, cordes et basse continue
  - Concerto no 9 en mi mineur pour flûte traversière, cordes et basse continue

#### Transcriptions
Il existe un grand nombre de transcriptions d'œuvres baroques pour flûte à bec. On citera par exemple :
- Arcangelo Corelli (1653-1713)
  - Sonate en la majeur no 9 op. 5 avec flûte à bec et clavecin (Le Stagioni)
- Johann Pachelbel (1653-1706)
  - Canon

#### Flûte à  bec dans l'opéra baroque
- Jacopo Peri
  - Euridice (1600), considéré comme le premier opéra véritable
- Emilio de' Cavalieri
  - Rappresentatione di anima e di corpo (1600)
- Claudio Monteverdi
  - L'Orfeo (1607), avec Un Flautino alla Vigesima seconda - « une petite flûte à bec à la vingt-deuxième » (donc sonnant trois octaves au-dessus de la note écrite) ;
- Giulio Caccini
  - La liberazione di Ruggiero dall'isola d'Alcina (1625)
  - L'incoronazione di Poppea (1643)
- Jean-Baptiste Lully
  - Atys (1676)
- Marc-Antoine Charpentier
- Henry Purcell
- Georg Friedrich Haendel

L'opéra suivant est souvent considéré comme le dernier opéra baroque utilisant la flûte à  bec. Il se place au début de la période classique :
- Christoph Willibald Gluck
  - Orphée et Eurydice (1762),

### Période classique
- Wolfgang Amadeus Mozart
  - Sechs Menuet, KV 104 (1771/1772);
  - Posthorn Serenade, KV320 (1779);
  - Idomeneo, re di Creta, opera seria KV366 (1781);
  - Sechs deutsche Tänze, KV509 (1787);
  - Kontretanz La Bataille, KV535;
  - Sechs Deutsche Tänze, KV536;
  - Ich möchte wohl der Kaiser sein, air KV539;
  - Zwölf deutsche Tänze, KV571;
  - arrangement du Messie de Handel, KV572;
  - Menuett fragment, KV571a (1789);
  - Zwölf Menuette, KV585 (1789);
  - Zwölf deutsche Tänze, KV586 (1789);
  - Zwölf Menuette, KV599;
  - Dreizehn deutsche Tänze, KV600;
  - Vier Menuette, KV601 (1791);
  - Vier deutsche Tänze, KV602 (1791);
  - Zwei Kontretänze, KV603 (1791);
  - Die Zauberflöte, opéra (1791)

### Musique contemporaine
Les compositeurs contemporains s'intéressent de plus en plus à la flûte à bec. On notera, :
- Edmund Rubbra
  - Notturno pour quatre flûtes à bec (1962)
- Louis Andriessen
  - Sweet (1964)
- Luciano Berio
  - Gesti (1966)
- Patrice Sciortino
  - Salicionaux (éditions Auguste Zurfluh, 1973)
- Georges Aperghis
  - Musiques et variantes de la « Pièce perdue » pour flûte à bec, clarinette, percussions et matériaux divers (1979).
- Pierre Boulez
  - Dialogue de l'ombre double (1985), transcription pour flûte à bec (2015)
- Fulvio Caldini
  - Clockwork Toccata, op. 68/C (2000)
  - Fade Control (2008)

### Pour aller plus loin
- Jean-Claude Veilhan, Les règles de l’interprétation musicale à l’époque baroque, éditions Alphonse Leduc, 1977, 101 p.